# Marieke Brouwers
Marieke Brouwers  (1992) es una deportista neerlandesa que compite en duatlón. Ganó una medalla de bronce en el Campeonato Europeo de Duatlón de Media Distancia de 2022.

## Palmarés internacional
| Campeonato Europeo | Campeonato Europeo | Campeonato Europeo | Campeonato Europeo |
| Año                | Lugar              | Medalla            | Prueba             |
| ------------------ | ------------------ | ------------------ | ------------------ |
| 2022               | Alsdorf (Alemania) | Medalla de bronce  | Individual         |